# Олів'є Малькор
Олів'є Малькор (фр. Olivier Malcor; нар. 28 січня 1975) — колишній французький тенісист.
Найвищу одиночну позицію світового рейтингу — 161 місце досяг 10 квітня 2000, парну — 476 місце — 2 жовтня 1995 року.

## Титули на челленджерах

### Одиночний розряд: (1)
| Ранг | Рік  | Турнір           | Покриття | Суперник          | Рахунок  |
| ---- | ---- | ---------------- | -------- | ----------------- | -------- |
| 1.   | 1999 | Остенде, Бельгія | Ґрунт    | Алекс Лопес Морон | 6–3, 6–1 |